# Don Diamond
Donald Alan Diamond generalmente conosciuto come Don Diamond (New York, 4 giugno 1921 – Los Angeles, 19 giugno 2011) è stato un attore e doppiatore statunitense.

## Biografia
Era figlio di Benjamin Diamond, un russo immigrato con i genitori negli Stati Uniti nel 1906, e di Ruth Diamond, originaria del New Jersey, e fratello maggiore di Neal. Studiò recitazione all'Università del Michigan, dove si laureò in lettere nel 1942. Aggiunse all'yiddish lo spagnolo tra le lingue conosciute in seguito alla sua permanenza come militare nel Nuovo Messico durante la seconda guerra mondiale.
Congedatosi con il grado di Tenente nel 1946, iniziò a lavorare in radio e in seguito come attore. Il suo esordio cinematografico è datato 1950 nel film Guerra di sessi diretto da William A. Seiter.
In seguito recitò nella serie televisiva The Adventures of Kit Carson, nel ruolo di El Toro. Altro ruolo importante fu il Caporale Reyes nella serie Disney del 1957 Zorro.
È apparso in numerose serie televisive, tra cui MacGyver, Dynasty, Dallas, La grande vallata, Ai confini dell'Arizona e Sulle strade della California, oltre che in venticinque film.
È stato doppiatore anche di cartoni animati, come Tijuana Toads, in cui prestava la voce a Toro.
Sposatosi con un'insegnante di spagnolo messicana, Louisa, nel 1966 ebbe una figlia, Roxanne.
Sofferente da tempo della malattia di Parkinson, è morto a Los Angeles il 19 giugno del 2011, all'età di 90 anni Ha lasciato la moglie e tre figlie.

## Filmografia

### Cinema
- Guerra di sessi (Borderline), regia di William A. Seiter (1950)
- Le avventure e gli amori di Omar Khayyam (Omar Khayyam), regia di William Dieterle (1957)
- Lungo il fiume rosso (Raiders of Old California), regia di Albert C. Gannaway (1957)
- Il vecchio e il mare (The Old Man and the Sea), regia di John Sturges (1958)
- Vacanze per amanti (Holiday for Lovers), regia di Henry Levin (1959)
- La storia di Ruth (The Story of Ruth), regia di Henry Koster (1960)
- Irma la dolce (Irma la Douce), regia di Billy Wilder (1963)
- L'idolo di Acapulco (Fun in Acapulco), regia di Richard Thorpe (1963)
- L'uomo che non sapeva amare (The Carpetbaggers), regia di Edward Dmytryk (1964)
- Uffa papà quanto rompi! (How Sweet It Is!), regia di Jerry Paris (1968)
- Riprendiamoci Forte Alamo! (Viva Max), regia di Jerry Paris (1969)
- Un marito per Tillie (Pete 'n' Tillie), regia di Martin Ritt (1972)
- Breezy, regia di Clint Eastwood (1973)
- Lo squartatore di Los Angeles (The Toolbox Murders), regia di Dennis Donnelly (1978)
- Herbie sbarca in Messico (Herbie Goes Bananas), regia di Vincent McEveety (1980)

### Televisione
- Corky, il ragazzo del circo (Circus Boy) – serie TV, episodi 1x04-2x04 (1956-1957)
- Zorro – serie TV, 52 episodi (1957-1959)
- 26 Men – serie TV, episodi 1x22-1x25 (1958)
- Peter Gunn – serie TV, episodio 2x08 (1959)
- Gli uomini della prateria (Rawhide) – serie TV, 3 episodi  (1961-1965)
- Indirizzo permanente (77 Sunset Strip) – serie TV, episodio 5x10 (1962)
- Pete and Gladys – serie TV, episodio 2x35 (1962)
- L'impareggiabile Glynis (Glynis) – serie TV, episodio 1x12 (1963)
- The Dick Powell Show – serie TV, episodio 2x21 (1963)
- Selvaggio west (The Wild Wild West) – serie TV, episodio 1x02 (1965)
- La legge di Burke (Burke's Law) – serie TV, episodio 2x24 (1965)
- I forti di Forte Coraggio (F Troop) – serie TV, 50 episodi (1965-1967)
- I giorni di Bryan (Run for Your Life) – serie TV, episodi 1x30-2x07 (1966)
- Ai confini dell'Arizona (The High Chaparral) – serie TV, episodio 3x06 (1969)
- Ellery Queen – serie TV, episodio 1x02 (1975)
- Agenzia Rockford (The Rockford Files) – serie TV, episodi 4x18-5x05 (1978)

## Doppiatori italiani
Nelle versioni in italiano delle opere in cui ha recitato, Don Diamond è stato doppiato da:
- Aleardo Ward in Zorro (1ª voce)
- Vittorio Cramer in Zorro (2ª voce)
- Renato Cortesi in Zorro (3ª voce)
- Ferruccio Amendola in Zorro (4ª voce)
- Manlio De Angelis in Zorro (5ª voce)
- Roberto Del Giudice in Zorro (ridoppiaggio)